# Sitalcina scopula
Sitalcina scopula is een hooiwagen uit de familie Phalangodidae.